# Chirurgiczna precyzja (książka)
Chirurgiczna precyzja. Elegie i piosenki z lat 1995–1997 – ostatni zbiór wierszy Stanisława Barańczaka, wydany w 1998 roku, za który poeta otrzymał Nagrodę Literacką „Nike” w 1999 roku. 

## Historia
Chirurgiczna precyzja to ostatni tom wierszy poety. Książka ukazała się nakładem wydawnictwa a5 (Kraków, Poznań) w 1998 roku. Na okładce zamieszczono fragment miedziorytu autorstwa Krzysztofa Skórczewskiego pt. Wieża Babel II.  W 1999 roku przyznano poecie za tę książkę Nagrodę Literacką „Nike”. Zbiór został wznowiony w 2002 roku (Kraków).   

## Charakterystyka
Tom stanowi niejako summę jego dokonań poetyckich (autor uważał ją za najlepszą ze swoich książek). Zdaniem Jerzego Kandziory nie należy szukać w tym zbiorze „wspólnej zasady“, gdyż nie stanowi on uporządkowanego wykładu jednolitego systemu filozoficznego, a cały tom jest „wielojęzyczny”. Utwory zawarte w zbiorze mają kunsztowną formę, cechują się nowatorstwem stroficznym, występują w nich m.in. frazeologiczne zabawy. Wszystkie wiersze oscylują wokół zagadnienia tragicznego determinizmu człowieczej egzystencji, mówią o ludzkim cierpieniu.   
Tom otwiera wiersz-vilanella pt. Z okna na którymś piętrze ta aria Mozarta, w którym zostaje przywołana aria Cherubina z opery Wesele Figara Wolfganga Amadeusza Mozarta; zostaje w nim podkreślony transcendentny wymiar muzyki, która ocala ludzką godność i niezależność nawet w obliczu umierania i na przekór prawom przyrody.  

### I część
Wiersz Implozja stanowi relację w wyburzania budynku ubezpieczalni, bliską stylowi reporterskiemu lub radiowemu. Narratorem jest świadek wydarzenia. 
W tytułowym wierszu Chirurgiczna precyzja o charakterze autobiograficznym i autotematycznym, który stanowi czteroczęściową dygresyjną opowieść, znalazło się odrobinę przewrotne literackie credo. W pierwszej części pojawia się trafienie pociskiem w order na piersi dyktatora; w części drugiej znalazła się krótka historia odkryć medycznych związanych z historią chirurgii; część trzecia przywołuje pomyłki chirurgów negujące tytułową precyzję, a część czwarta o charakterze autobiograficznym przywołuje wspomnienia operacji autora. Jego głównym tematem jest milczenie. 
Wiersz Hi-Fi opowiada o brzęku szklanki podczas koncertu Billa Evansa, porusza problematykę istnienia w życiu ograniczonym czasem jak i w bezczasie; w wymiarze czasu wiecznego grają muzycy m.in. z tria wspomnianego Billa Evansa, a utwór nakreśla doskonałą oraz przyziemną naturę czasu. 
Utwór Łzy w kinie odwołuje się do powabnego życia bohatera filmu romansowego w zestawieniu z życiem podmiotu lirycznego, a strofa wiersza biegnie „wąskim pasmem” niczym słup światła z kinowego projektora. 
Wiersz Kasety wprowadza motyw życia ludzkiego jako realizacji bożego scenariusza, znalazł się w nim widz filmów katastroficznych, któremu umykają codzienne straszne wydarzenia na świecie. 
Tekst „Prosty człowiek mógłby, do licha, zdecydować się wreszcie, kim jest” stanowi poetycką mowę niezależną niejako pozbawioną „ja” poety prowadzoną przez dwa głosy, opisuje pułapkę aksjologiczną, w której znajdują się ludzie, za scenerię mając XX-wieczną historię świata pełną totalitaryzmów. 

### II część
W utworze Debiutant w procederze napisanym w formie vilanelli wyrażone zostało przeświadczenie o inicjacji w ból i śmierć wraz z narodzinami człowieka. Scenerią dla opisywanych wydarzeń jest sala porodowa. 
Utwór Tekst do wygrawerowania na nierdzewnej bransoletce, noszonej stale na przegubie na wypadek nagłego zaniku pamięci jest w całości zapisany wersalikami (ikona wieczności) jako komunikat na identyfikatorze umieszczonym na ręce, który informuje o obcości i nieczułości świata, a ból zostaje ukazany jako cecha konstytucyjna ludzkiej tożsamości i istnienia. Rekwizyt-bransoletka zawiera umieszczone na niej przez kogoś (być może Boga?) zagadkowe komunikaty zamiast np. personaliów czy grupy krwi. 
Wiersz Chęci porusza kwestię dualizmu duszy i ciała oraz zagadnienia ewentualnej wyższości któregoś z tych składowych. W utworze tym pojawia się „genialny Stwórca”, który jednak stworzył coś ułomnego i wybrakowanego.   
Dialog Duszy i Ciała ma postać dialogu, jest dedykowany angielskiemu poecie metafizycznemu, Andrew Marvellowi.  
Następny wiersz pt. Problem nadawcy stanowi parafrazę komedii Zemsta Aleksandra Fredry, w którym Stwórca wciela się w postać Cześnika Raptusiewicza. Można go odczytać jako opowieść-list o przeznaczeniu poety. 
Niezwykle mroczny i oniryczny charakter ma kolejny wiersz Bist Du bei mir, który stanowi polemikę z tytułową Bachowską wizją pogodnego zmierzania ku śmierci pod bożą opieką (motto: pol. Jeśli jesteś przy mnie, pójdę z radością, w rzeczywistości aria mylnie przypisywana J.S. Bachowi pochodzi z opery Diomedes Gottfrieda Heinricha Stölzela, którą Bach zanotował w Clavierbüchlein dla swojej żony Anny Magdaleny); a Bóg jawi się zarówno jako wybawiciel i oprawca. W tymże wierszu poeta odwołał się ironicznie także do mistycznego aforyzmu Adama Mickiewicza z jego Zdań i uwag. Wiersz to kunsztowna sestyna, jest monologiem podmiotu lirycznego, jako jedyny w twórczości autorskiej Stanisława Barańczaka w całości został opatrzony cudzysłowem.   

### III część
Wiersz Altana otwiera część trzecią; jest to bardzo realistyczny, precyzyjny poetycki opis tytułowej altany z elementami ronda. Współistnieje w nim aspekt materialny opisu altany i aspekt niematerialnej przestrzeni pamięci.
Następny utwór w formie vilanelli pt. Poręcz jest bardzo tajemniczy. Dwa kluczowe słowa z wiersza to „poręcz” (pojawia się trzynastokrotnie) i idiolekt „tubajfor” (spolszczone z jęz. ang. two by four – wymiar belki na poręcz). 
Wiersz Od Knasta opisuje niedzielne zakupy ciastek w poznańskiej cukierni, co jest łatwo rozpoznawalnym wątkiem autobiograficznym.
Kolejny utwór pt. Za szkłem rozpoczyna się opisem ogórków w kuchni, a kończy zapisem doświadczeń młodzieńczej inicjacji w dojrzałość i świat z jego pięknem i cierpieniem.
Czas tak cierpliwie znosi to wizja życia ludzkiego i Ziemi, w której Czas „cierpliwie znosi” życie, zanieczyszczające świat. Wiersz ten jest dyskursem o ludzkiej wolności związanej z grzechem i przemijaniem.
Ostatni wiersz trzeciej części pt. Powiedz, że wkrótce ma formę vilanelli i cechy solilokwium, odnosi się do mającej kiedyś nadejść śmierci. 

### IV część
Wiersz pt. Płakała w nocy, ale nie jej płacz go zbudził w formie vilanelli otwiera ostatnią część tomu; został zadedykowany żonie poety i ukazuje tragiczne poczucie samotności bliskich sobie ludzi. Po tym utworze następuje cykl utworów Piosenki, nie śpiewane Żonie: (wyłącznie z małodusznego braku wiary we własne możliwości wokalne), pozornie niepoważnych, komunikujących jednak metaforycznie wątki związane z chorobą. Znalazły się tamże: madrygał (Madrygał probabilistyczny), aria (Aria: Awaria), blues (Blues przy odgarnianiu śniegu ze ścieżki przed domem), alba (Alba lodówkowa) i serenada (Serenada, szeptana do ucha przy wtórze szmeru klimatyzatora). Część utworów ma charakter liryki miłosnej – np. w Albie lodówkowej znalazło się autoironiczne wyznanie miłości. Piosenki… cechuje zabawa słowem, mają charakter komiczny lub humorystyczny, znalazły się w nich odwołania do poezji absurdu. Cykl Piosenek… można odbierać jako próbę rozproszenia trosk żony i wyraz miłości.  
Tom zamyka wiersz pt. Płynąc na Sutton Island podejmujący tematykę przemijania czasu,  opowiada on o parze kochających się ludzi, który wyjeżdżają co roku na wyspę Sutton, aby poprzez ten rytuał unieważnić upływ czasu, podobnie jak w  utworze pt. Powiedz, że wkrótce, który zamyka trzecią część tomu i oscyluje wokół tematu zbliżającej się i przeczuwanej śmierci.  

## Recepcja
„Zeszyty Literackie” opublikowały po wydaniu tomu zbiór wypowiedzi pisarzy na temat tychże wierszy (1999 r., nr 1). Pod wrażeniem była m.in. Wisława Szymborska, która do żony poety skierowała słowa: Dawno już nie czytałam wierszy miłosnych takiej urody. Dla Mariana Stali jest to najbardziej prywatna książka poetycka Stanisława Barańczaka, która wywołuje onieśmielenie i wzywa do współodczuwania. Jej druga część jest dla niego traktatem o ułomności istnienia. Dla Krystyny Pietrych autobiograficzność tomu jest wręcz manifestacyjna, a zbiór jawi się jako niemal konfesyjny i w sposób figuratywny intymny. Sam poeta w rozmowie z Michałem Cichym zresztą wyznał: Nie będę przeczył temu, że są to wiersze osobiste. 